# Nemosoma championi
Nemosoma championi là một loài bọ cánh cứng trong họ Trogossitidae. Loài này được Wickham miêu tả khoa học năm 1916.